# World's Championship Series
World's Championship Series è un cortometraggio muto del 1910. Il nome del regista non viene riportato nei credit.

## Produzione
Il film fu prodotto dalla Essanay Film Manufacturing Company.

## Distribuzione
Distribuito dalla General Film Company, il film - un cortometraggio di 457 metri - uscì nelle sale cinematografiche degli Stati Uniti il 28 ottobre 1910.